# 항공 승무원

오스트리아 항공의 승무원이 승객을 좌석으로 안내하고 있는 모습

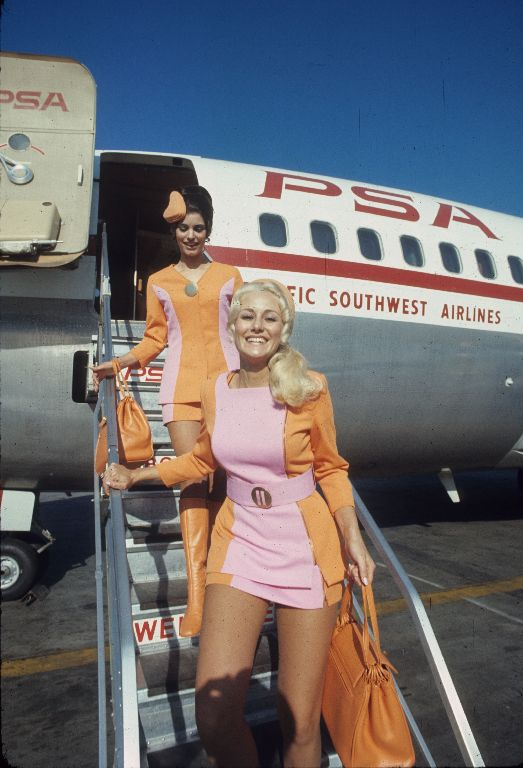
PSA 항공의 항공 승무원

항공 승무원(航空乘務員, 영어: flight attendant) 또는 캐빈 크루(영어: cabin crew)는 여객기 객실에서 승객들에게 접객 서비스를 하는 승무원이다. 성별에 따라 여성은 스튜어디스/에어 호스티스(stewardess/air hostesses), 남성은 스튜어드/에어 호스트(steward/air hosts)라고도 한다.

## 항공 승무원의 역사
초기 항공 기술의 낮은 기술력과 좁은 객실로 인해 초기 항공은 주로 항공 우편,군사였으며 사람을 태울 수 있어도 두 명의 사람만 겨우 태울 수 있었고 객실 승무원을 위한 공간은 없었다.
오늘날에는 여성 승무원이 대다수를 차지하지만 세계 최초의 승무원은 Heinrich Kubis이라는 남성이다. 1912년에 그는 독일의 슈바벤 비행선 항공사에서 일했다.
1923, 영국다임러 에비에이션(Daimler Aviation)승무원을 구한다는 구인이 시작되었고, 문서에 따르면 첫 번째 승무원은 백인 영국인인 잭 샌더슨이었다. 하지만 이듬해 역사상 최초의 남자가 비행기 사고로 사망했다.
민간 항공의 최초의 여성 승무원 인 Alan · Church에 대해서 설명해보자면 1904년 9월 22일, 앨런 처치는 미국 아이오와 주 퀴스코의 한 농장에서 태어났다. 제1차 세계대전 당시, 그녀는 어렸을 때 집 근처의 작은 비행기에서 군인들이 비행을 배우는 것을 보았다.처치는 승무원이 되고 싶지 않았고, 원래는 조종사가 되어 직접 비행기를 운전하고 싶었다.처치는 샌프란시스코에서 비행 수업을 듣고 비행 면허를 취득했지만 당시의 사회 환경 때문에 여성 조종사 자리가 허용되지 않아 처치는 간호사로 일하게 되었다.
1930년, 샌프란시스코에 있는 보잉 회사의 이사인 스티브 브라운(Steve Brown)이 옛 금산에 임명되었다. S.A. 스팀슨은 어느 날 친구를 만나러 병원에 갔다가 그 병원의 간호사인 처치와 이야기를 나눴다. 처치는 호기심 어린 눈길로 비행기 안의 상황에 대해 물었지만, 그는 대부분의 승객들이 비행기의 성능을 이해하지 못했기 때문에 안전을 위해 비행기보다는 기차를 타는 것을 더 좋아했다고 후회했다. 비행기에는 소수의 승객 중에도 많은 서비스가 필요한 모든 종류의 사람들이 있으며 부조종사는 정말 바쁘다. 초기 비행기는 오늘날보다 낮은 고도, 심지어 6,000피트까지 낮게 비행했으며 비행기가 기류를 만나는 것이 매우 흔하여 많은 승객이 불편함을 느꼈다. 처치는 자신이 돌보던 환자들을 생각하지 않을 수 없었고, 그러다가 "이런 서비스를 할 줄 아는 여성 간병인을 고용하는 게 어떻겠냐고 물었다. 간호사들의 기술과 소녀들의 성격이 이 상황을 바꿀 수 있었다.
심슨은 보잉 회장의 젊은 보좌관인 팻에게 전보를 쳐서 똑똑하고 아름다운 여성들을 승무원으로 채용할 것을 제안하고 그들에게 "스튜어디스"라는 별명을 주었다. 몇 번의 우여곡절 끝에 보잉은 마침내 훈련 계획에 동의했다. 교회는 스팀슨이 3개월 동안 7명의 다른 여성들을 모집하고 훈련시키는 데 도움을 주었고, 그들은 또한 신입 승무원들을 위한 업무 매뉴얼을 공동 집필했다. 
이로 인해서 세계 최초의 항공 승무원은 1930년 5월에 미국의 보잉 에어 트랜스포트(Boeing Air Transport)에서 8명의 등록된 간호사들이 샌프란시스코와 시카고를 운항하는 여객기에서 근무한 것이다. 당시 여객기는 성능이 낮아 운항할 때 흔들림 등이 잦았으므로 상당수 승객들이 운항 중 멀미를 하여 이들에 대한 간호를 하기 위해 간호사들이 탑승하였던 것이다.
승무원들의 유니폼에 대한 역사로는 이때 시작되었다.프로페셔널한 이미지를 강조하기 위해 여덟 명의 여성은 더블 브레스트 실버 버클이 달린 짙은 녹색 유니폼을 입고, 바깥쪽에는 비슷한 질감의 숄을 두르고 바람이 잘 통하는 객실 내부를 따뜻하게 유지하도록 디자인했고 숄의 주머니는 렌치와 스크류 나이프를 넣을 수 있을 만큼 커서 승객의 좌석이 객실 바닥에 고정되도록 해야 했으며, 항공편이 지연되거나 취소된 경우 이 두 가지 도구를 사용하여 승객이 참조할 수 있도록 슬라이드 시간표를 조정해야 했다.
해외의 경우 남자 항공 승무원에 한해서 무술 실력이 뛰어난 자를 선발하는데 하이재킹을 미연에 방지하기 위해서이다.

## 복장
항공 승무원의 복장은 모자,항공사 옷, 치마, 스타킹을 입는다.

## 항공 승무원의 직급
- 수습승무원 - 처음 스튜어디스로 입사하면 하게 되는 직급으로 수습승무원으로서의 수습기간은 3개월이다.
- 신입승무원 - 수습 승무원으로 근무한 지 3개월이 지나면 하게 되는 직급으로 신입승무원으로서의 근무기간은 3~5년이다.
- 부사무장(ASSISTANT PURSER) - 신입 승무원으로 근무한 지 3~5년이 지나면 자격심사를 거쳐서 하게 되는 직급으로 근무기간은 3년이다.
- 사무장(PURSER) - 부사무장으로 근무한 지 3년이 지나면 하게 되는 직급으로 사무장으로서의 근무기간은 3년이다.
- 선임사무장(SENIOR PURSER) - 사무장으로 근무한 지 3년이 지나면 자격심사를 거쳐서 하게 되는 직급으로 선임사무장으로서의 근무기간은 3년이다.
- 수석사무장(CHIEF PURSER) - 선임사무장으로 근무한 지 3년이 지나면 진급 기회가 주어지는 스튜어디스의 최고 직급으로 수석사무장으로서의 근무기간은 3년이다.

## 항공 승무원의 직무

### 평상시의 직무

#### 여객기가 이륙하기 전의 직무
- 기내의 안전 여부 점검.
- 비행 중 필요한 기내용품의 수량 및 탑재 여부 확인.
- 기내의 청결 상태 확인.

#### 여객기가 활주로로 이동할때의 직무
- 안전띠, 구명복, 산소마스크, 비상 탈출구의 사용법 등에 대한 시범. (국내선)
- 승객의 안전띠 착용 여부, 기내 이동물질의 고정, 금연 여부 등을 확인.

#### 여객기가 이륙한후의 직무
- 승객에게 헤드폰을 제공하며 영화나 음악을 선정할 수 있도록 사용법을 설명. (국제선)
- 승객의 입국신고서와 세관신고서 등의 작성법을 설명. (국제선)
- 승객에게 기내식을 제공. (국제선)
- 승객에게 기내 면세품을 판매. (국제선)
- 환자나 도움이 필요한 승객을 보살핌.

#### 여객기가 도착하는 공항에 착륙할 때
- 착륙을 안내하는 기내방송.
- 기내 최종점검을 실시.
- 기내의 이동 물질을 고정
- 승객의 안전띠 착용 여부를 확인.

#### 여객기가 도착 때의 직무
- 승객이 내리는 것을 도와줌.
- 객실 상태나 승객의 분실물 등을 점검.
- 운항관련 보고서를 작성.

### 비상시의 직무
- 승객을 안심시키며 필요한 조치를 취함.
- 승객을 신속하고 안전하게 탈출시킴.
- 하이재킹을 시도하는 테러범을 진압함.

## 해외승무원

### 중국 승무원 조건
- 나이: 연령제한없음
- 학력: 2년제 또는 4년제 정규대학 졸업(예정)자
- 신장: 163cm이상, 175cm이하
- 시력: 나안시력 0.1 이상(난시는불가)/교정시력 1.0이상
- 영어 어학능력 시험 필수, 중국어 가능자 우대
- 전직 승무원(스튜어디스) 경력자 우대
- 해외여행에 결격사유가 없는자
- 가족민 친지 중 법법경력이 없는자

### 중국 승무원 유니폼의 변천사
중국에서는 승무원 유니폼의 변천사가 크다고 한다. 1970년대에는 승무원들은 군복을 입었다. 그 이유가 1970년대에는 중국의 민간항공이 공군에 소속되어 있어서 승무원들이 군복을 입었었다. 그 당시에 입은 유니폼은 녹색 모직 코트, 이중 버클인 소력스타일과 비슷한 군복을 입었다. 1980년대에는 중국의 민간항공이 공군에서 분리되면서 피에르가르뎅이 디자인한 승무원 유니폼을 도입함에 따라서 여러 유형의 승무원 유니폼이 나왔다. 이때 입은 승무원복이 새로운 중국 민간항공의 역사였다고 한다. 유니폼의 특징은 파란색의 재킷, 파란 치마, 화이트 셔츠를 입었다. 그 후 2003년대 프랑스 유명한 패션 디자이너가 디자인한 유니폼으로 대체했으며, 이때 승무원들은 파란색과 빨간색으로 나누어서 유니폼을 갈아입었다.

## 중국 승무원 유니폼

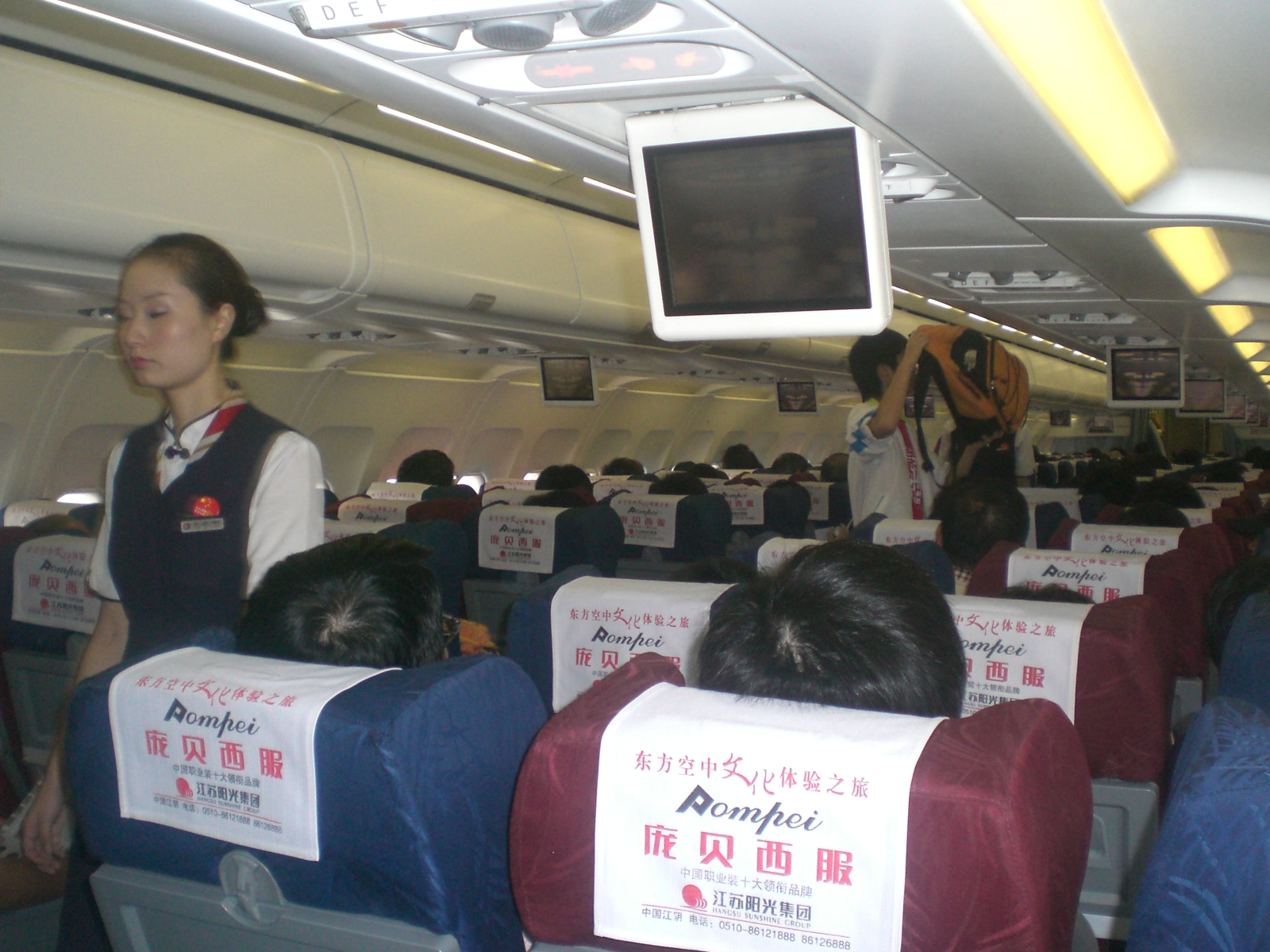
중국동방항공유니폼

### 1. 중국국제항공
중국의 상징인 빨간색, 보라색, 파란색의 유니폼을 입고있다.

### 2. 중국동방항공
동방항공 유니폼은 다른 유니폼과 달리 고전적인 느낌과 안정적인 느낌을 통해 다크블루 조끼, 치마와 흰 셔츠가 특징이다.

### 3. 중국남방항공
중국남방항공 유니폼의 특징은 다른 항공사와 달리 상, 하의가 같은 색이 아니라 다른 색으로 입는 것이 특징이다.